# Marcello Durazzo (doge)
Marcello Durazzo, né en 1710 à Gênes et mort en 1791 à Gênes, est un homme politique italien, 169e doge de Gênes du 3 février 1767 au 3 février 1769.
C'est durant son dogat que c'est signé le traité de Versailles, stipulant la souveraineté partielle et temporaire sur la Corse du royaume de France dans une perspective de pacification de son territoire et d'une restitution à la république de Gênes ; moyennant une rente annuelle d’environ 200 000 livres tournois pour une durée de dix ans 

### bibliographie
- (it) Sergio Buonadonna et Mario Mercenaro, Rosso doge. I dogi della Repubblica di Genova dal 1339 al 1797, Gênes, De Ferrari, 2007
- Michel Vergé-Franceschi, Histoire de la Corse, 2 volumes, Éditions du Félin, Paris, 1996